# Ukrainska SSR
Ukrainska socialistiska sovjetrepubliken, förkortat Ukrainska SSR, var en sovjetrepublik åren 1922–1991. Geografiskt motsvarande till stora delar det tidigare Kejsardömet Rysslands Lillryssland och Nya Ryssland, från 1954 motsvarande det numera självständiga Ukraina. Huvudstad mellan 1917 och 1934 var Charkiv, därefter Kiev.

## Historia

### Mellankrigstiden

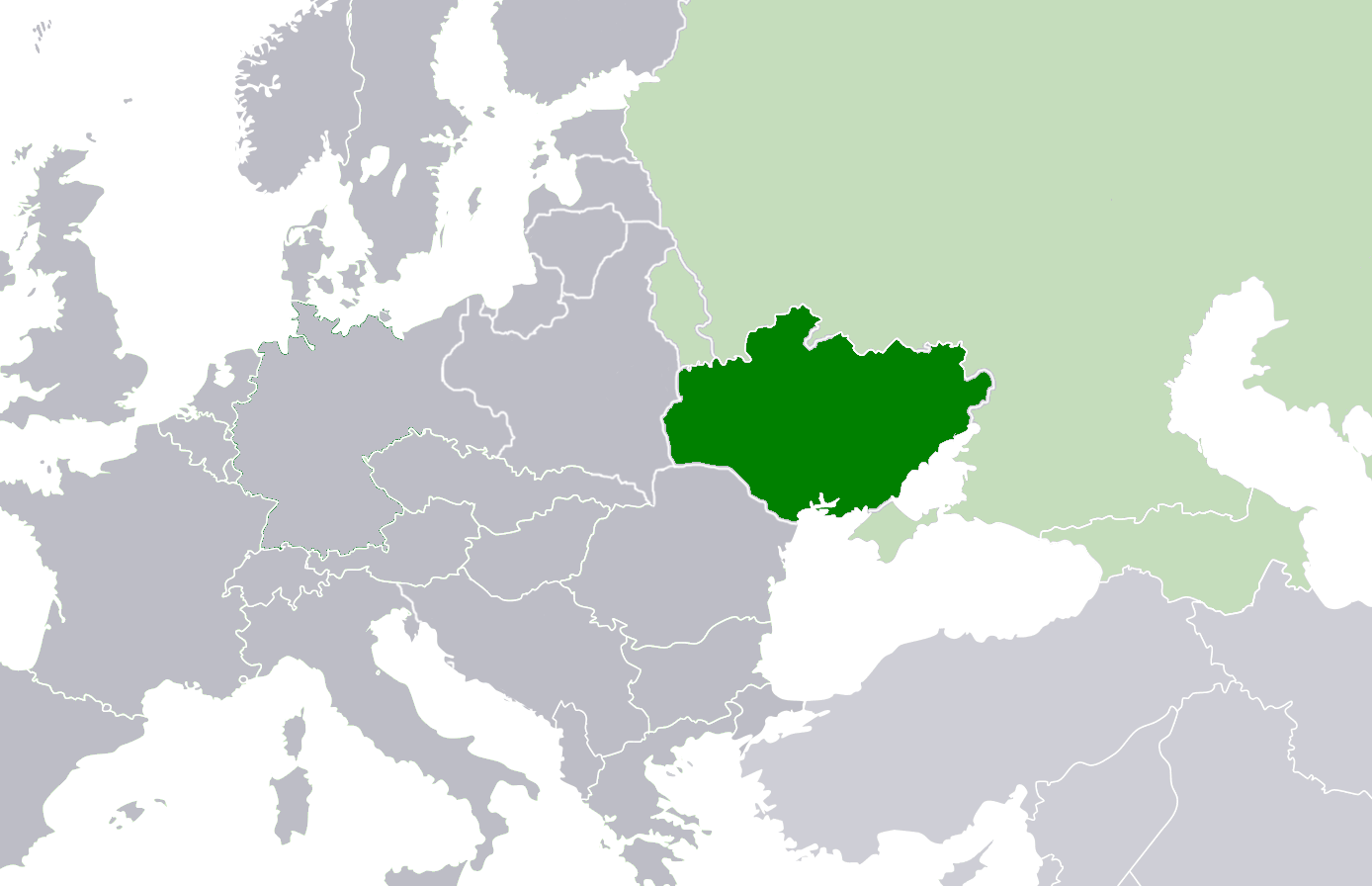
Kartan markerar Ukrainska SSR:s utsträckning och läge i Europa 1922.

Efter ryska inbördeskriget blev största delen av det som utgör dagens Ukraina en delstat (sovjetrepublik) i Sovjetunionen. Den västligaste delen av dagens Ukraina inlemmades dock i det återuppståndna Polen, ett auktoritärt styrt land som ägnade sig åt kulturell tvångsassimilering av "ukrainska" områden. Bukovina och Karpato-Ukraina införlivades dock med Rumänien respektive det nybildade Tjeckoslovakien.
Sovjetrepubliken Ukrainska SSR bildades december 1922. I republiken inleddes en period med sovjetisering. Detta innebar bland annat utrensningar av politiska oppositionella, en förryskning av den ukrainska kulturen samt att ekonomin centraliserades och sovjetrepubliken utsattes för en industrialisering med hårda medel. Samtidigt kollektiviserades jordbruket. Jordbrukets kollektivisering, deportationer av oppositionella och en svår hungersnöd var bidragande orsaker till en massdöd åren 1932–33 som brukar benämnas holodomor. Sovjetrepublikens huvudstad var fram till 1934 Charkov (idag: Charkiv), som redan i mitten av 1700-talet blev Lillrysslands huvudstad; därefter övertog den större och mer ukrainsktalande Kiev som huvudstad.

### Andra världskriget
I upptakten av andra världskriget införlivades nya områden som under mellankrigstiden tillhört Polen i sovjetrepubliken: de nuvarande oblasten Ivano-Frankivsk Lviv, Rivne Ternopil och Volyn. Hela området bytte från 1941 styre, då tyska trupper (1941–43) ockuperade större delen av sovjetrepubliken. Under slutet av kriget drevs dessa tillbaka västerut, och sovjetrepubliken kunde åter etableras på sitt tidigare territorium – nu inklusive de tidigare polska områdena.

### Krigsslutet
Teherankonferensen 1946 bekräftade Sovjetunionens landsförvärv från Polen samt nya landförvärv från Tjeckoslovakien (Zakarpatska oblast) och Rumänien (Tjernivtsi oblast). Större delen av den kvarvarande polska befolkningen tvångsförflyttades till Folkrepubliken Polen.
Det sovjetiska styret under Stalin ändrade 1944 den sovjetiska författningen och tillät nu de olika sovjetrepublikerna att bilda egna utrikesministerier. Stalin lyckades året efter övertala USA och Storbritannien att både Ukrainska SSR och Vitryska SSR skulle tilldelas egna platser i det nybildade Förenta nationerna (medlemskap 26 oktober 1945). Sovjetunionen fick därmed två extra röster i FN:s generalförsamling. Stalins huvudsakliga målsättning lär dock ha varit att det skulle fungera som en belöning till de ukrainska (och vitryska) kommunisterna, vilka i den västra delen av sovjetrepubliken under en tid mötte motstånd från en opposition av nationalistiska katoliker. Exempelvis likviderades den uniatiska katolska kyrkan i västra Ukraina 1946, och den återupprättades först 1990.

### Efterkrigstiden
Under efterkrigstiden ingick i stora delar av det historiska lillryska och Nya Ryssland området i Ukrainska SSR. De nya områdena utsattes för vidare sovjetisering, men skillnaderna mellan det mer agrara, centraleuropeiskt påverkade (och nationalistiska) västra Ukraina och det industrialiserade och mer ryskinfluerade östra Ukraina kvarstod i viss mån.
1954 överfördes halvön Krim från Ryska SFSR till Ukrainska SSR. 1944 hade totalt omkring 194 000 krimtatarer deporterats från Krim, av en total krimtatarisk befolkning 1939 på 218 000, sedan ett stort antal hade samarbetat med de nazistiska ockupationsstyrkorna, uppskattningsvis var det ungefär 20 000 krimtatarer som hade ingått i de lokala frivilligkårer som tyskarna upprättade. Samtidigt hade omkring 50 000 stridit för Röda armén. Uppskattningsvis 42 000 av de deporterade dog av svält och sjukdom då de i boskapsvagnar transporterades per järnväg till Centralasien och Sibirien. Många moskéer och andra krimtatariska byggnader stängdes och förstördes eller användes som stall, affärer eller lagerlokaler. Kort efter krimtatarerna deportation deporterades även 14 500 greker, 12 000 bulgarer och 11 300 armenier.
Krim blev under sovjettiden starkt påverkat av rysk kultur och andra kulturers betydelse minskade. Zaporogerkosacker var bland de befolkningsgrupper som hade invandrat till Krim efter den ryska erövringen av krimkhanatet 1783, och framför allt greker och krimtatarer som hade bott på ön i ännu längre tid, men var på grund av deportationen i stort sett borta under den ukrainska sovjetrepublikens tid.

Ukrainska SSRs flagga mellan 1919 till 1929

### Vägen mot Sovjetunionens upplösning
I nordukrainska Tjernobyl skedde april 1986 en stor kärnkraftsolycka som kom att få långtgående följder. Olyckan ledde indirekt till ett öppnande i informationsspridningen inom Sovjetunionen (se glasnost). Den ledde också till ett försiktigt nationellt uppvaknande, eftersom många ukrainare nu kom till insikt om hur okänsligt den sovjetiska centralstyrningen hanterat viktiga frågor. Även den omfattande kulturella och språkliga förryskningen ifrågasattes nu öppet speciellt i de västra och centrala delarna av sovjetrepubliken.
I folkomröstningen mars 1991 röstade 70,2 procent i Ukrainska SSR för att behålla Sovjetunionen. Detta var dock den lägsta siffran bland de nio deltagande sovjetrepublikerna (sex republiker bojkottade omröstningen), där snittet låg på 76,4 procent. Kuppförsöket i Moskva i augusti samma år förändrade dock helt de politiska spelreglerna, och den påskyndade unionens upplösning genom att underminera den sovjetiska centralmaktens legitimitet. Det sovjetiska inslaget i den ukrainska delrepubliken (i militären och andra offentliga organ) minskade under året, och 24 augusti 1991 deklarerade Ukrainska SSR:s parlament (Verchovna Rada) republikens självständighet som republiken Ukraina. Vid den kommande folkomröstningen 1 december bekräftades beslutet av drygt 90 procent av de röstande, vilket också innebar landets internationella erkännande som självständig stat och sovjetrepublikens definitiva upplösning.